# Pétervásárai járás
A Pétervásárai járás Heves vármegyéhez tartozó járás Magyarországon, amely 2013-ban jött létre. Székhelye Pétervására. Területe 475,07 km², népessége 20 702 fő, népsűrűsége 44 fő/km² volt a 2012. évi adatok szerint. Egy város (Pétervására) és 19 község tartozik hozzá.
A járás a járások 1983-as megszüntetése előtt is létezett, de neve akkor inkább Pétervásári járás formában fordult elő. 1966-ban szűnt meg, és székhelye az állandó járási székhelyek kijelölése (1886) óta végig Pétervására volt.

## Települései
| Település         | Rang (2013. július 15.) | Kistérség (2013. január 1.) | Népesség (2012. január 1.) | Terület (km²) |
| ----------------- | ----------------------- | --------------------------- | -------------------------- | ------------- |
| Pétervására       | járásszékhely város     | Pétervásárai                | 2 464                      | 33,87         |
| Parád             | nagyközség              | Pétervásárai                | 1 964                      | 37,2          |
| Recsk             | nagyközség              | Pétervásárai                | 2 656                      | 45,37         |
| Bodony            | község                  | Pétervásárai                | 714                        | 28,97         |
| Bükkszék          | község                  | Pétervásárai                | 681                        | 15,3          |
| Bükkszenterzsébet | község                  | Pétervásárai                | 1 040                      | 24,86         |
| Erdőkövesd        | község                  | Pétervásárai                | 640                        | 17,18         |
| Fedémes           | község                  | Pétervásárai                | 309                        | 8,62          |
| Istenmezeje       | község                  | Pétervásárai                | 1 525                      | 32,79         |
| Ivád              | község                  | Pétervásárai                | 366                        | 11,94         |
| Kisfüzes          | község                  | Pétervásárai                | 127                        | 4,81          |
| Mátraballa        | község                  | Pétervásárai                | 714                        | 26,36         |
| Mátraderecske     | község                  | Pétervásárai                | 1 839                      | 13,99         |
| Parádsasvár       | község                  | Pétervásárai                | 409                        | 16,94         |
| Sirok             | község                  | Pétervásárai                | 1 846                      | 63,39         |
| Szajla            | község                  | Pétervásárai                | 612                        | 8,7           |
| Szentdomonkos     | község                  | Pétervásárai                | 447                        | 18,4          |
| Tarnalelesz       | község                  | Pétervásárai                | 1 663                      | 37,13         |
| Terpes            | község                  | Pétervásárai                | 194                        | 2,2           |
| Váraszó           | község                  | Pétervásárai                | 492                        | 27,05         |

## Galéria

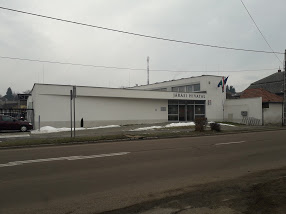
járási hivatal Pétervásárán
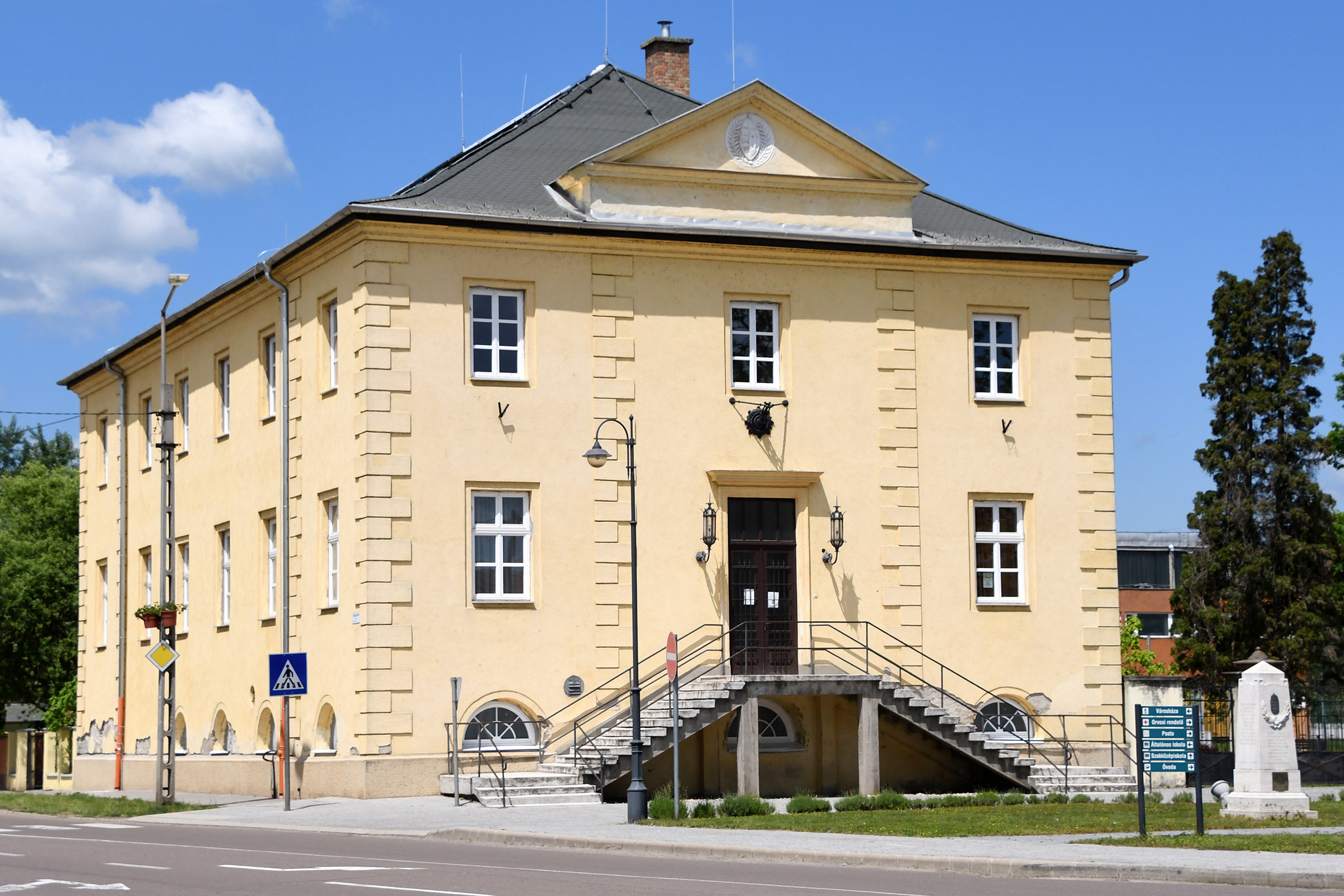
Volt járásbíróság. Csak a járás korábbi időszakában használták erre a célra. A 2013-ban újjáalakult járásnak már nincs saját bírósága.